# Rinca

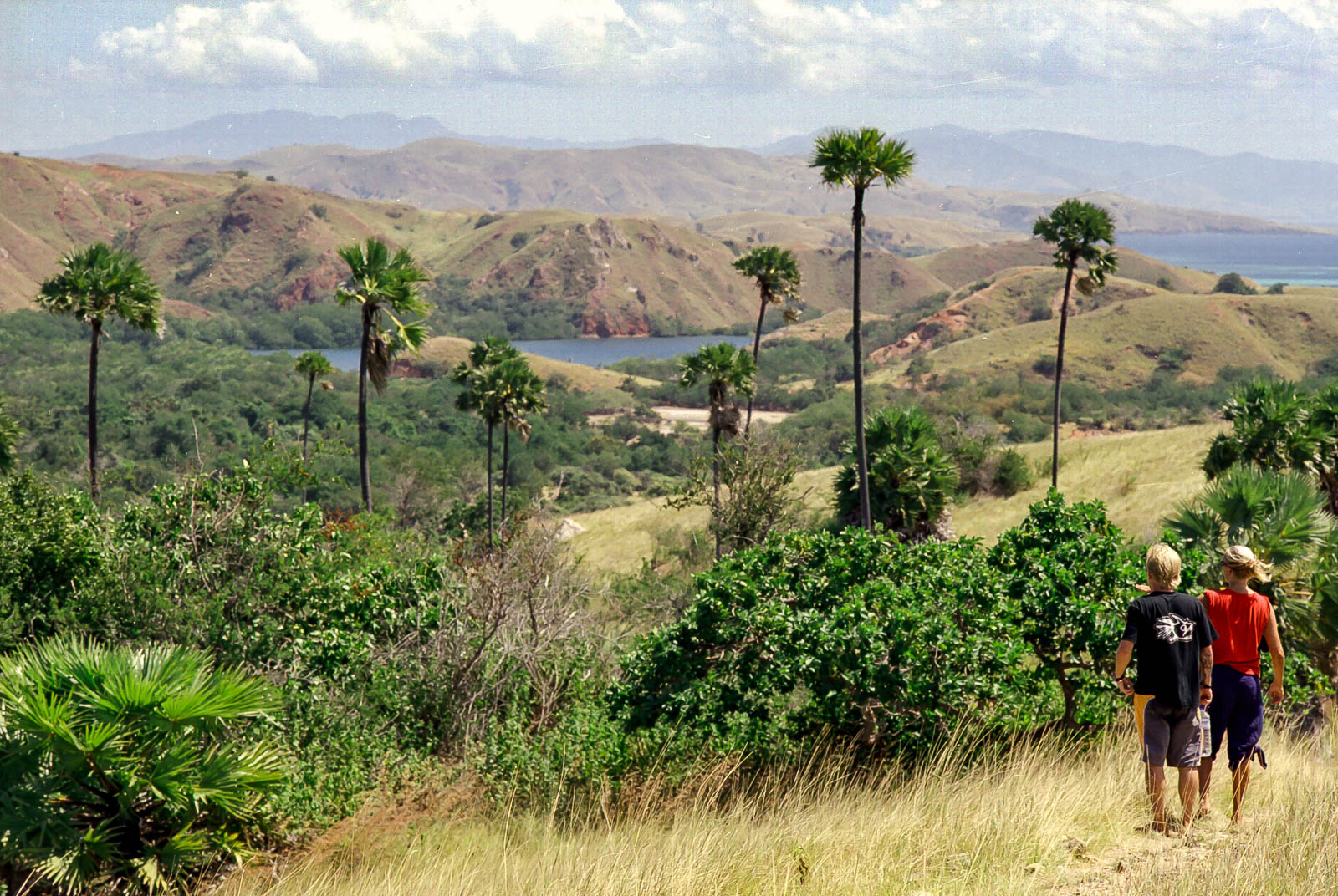
Ilha de Rinca

Rinca, também conhecida como Rincah e Rindja , é uma pequena ilha perto de Komodo e na ilha das flores, na Sonda Oriental ,na Indonésia.  A ilha é famosa por ser habitada pelos dragões-de-komodo, lagartos gigantes que podem medir até 3 m de comprimento.  A ilha é habitada também por muitas outras espécies selvagens como javalis, búfalos e muitas aves.

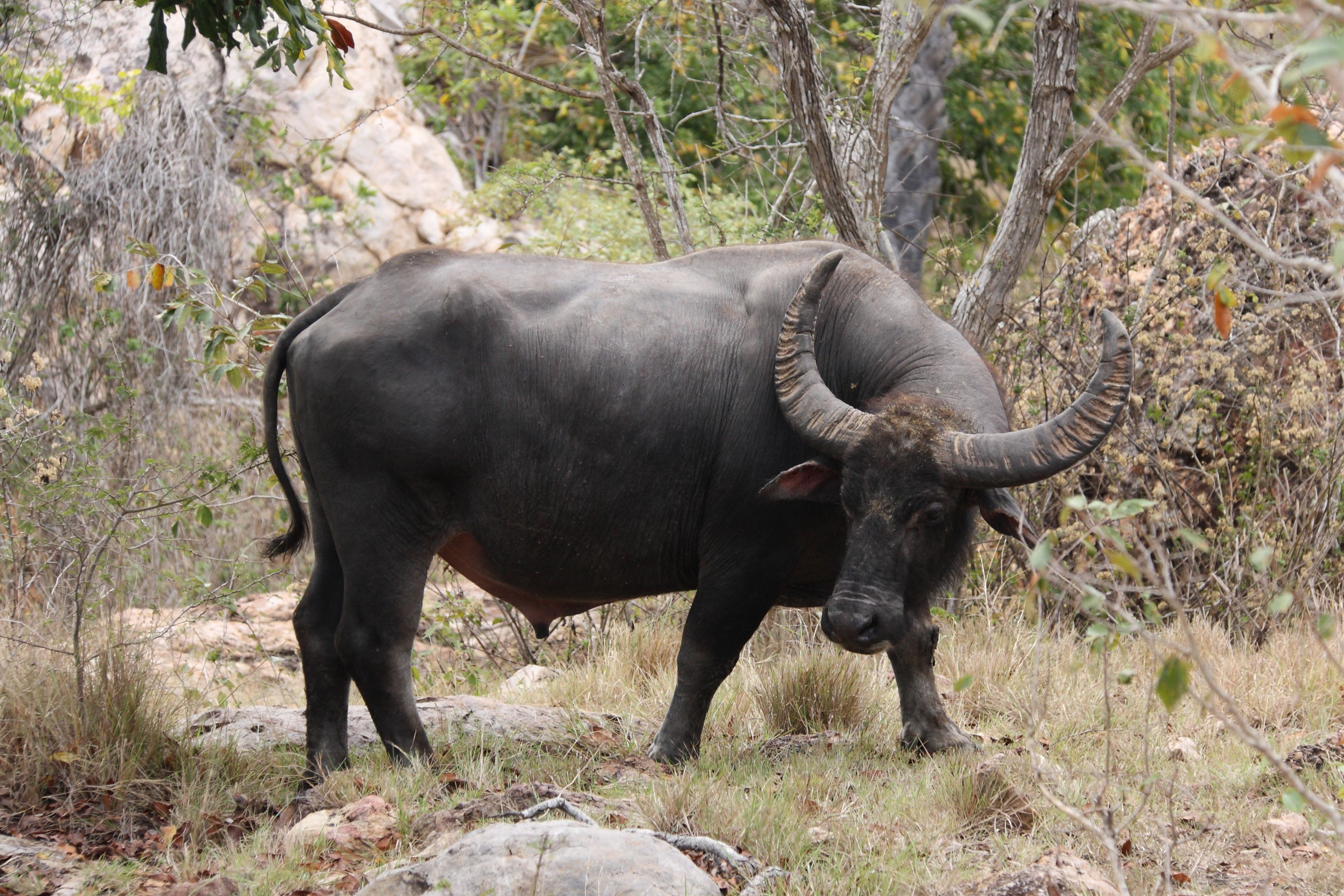
Um Búfalo Asiático em Rinca

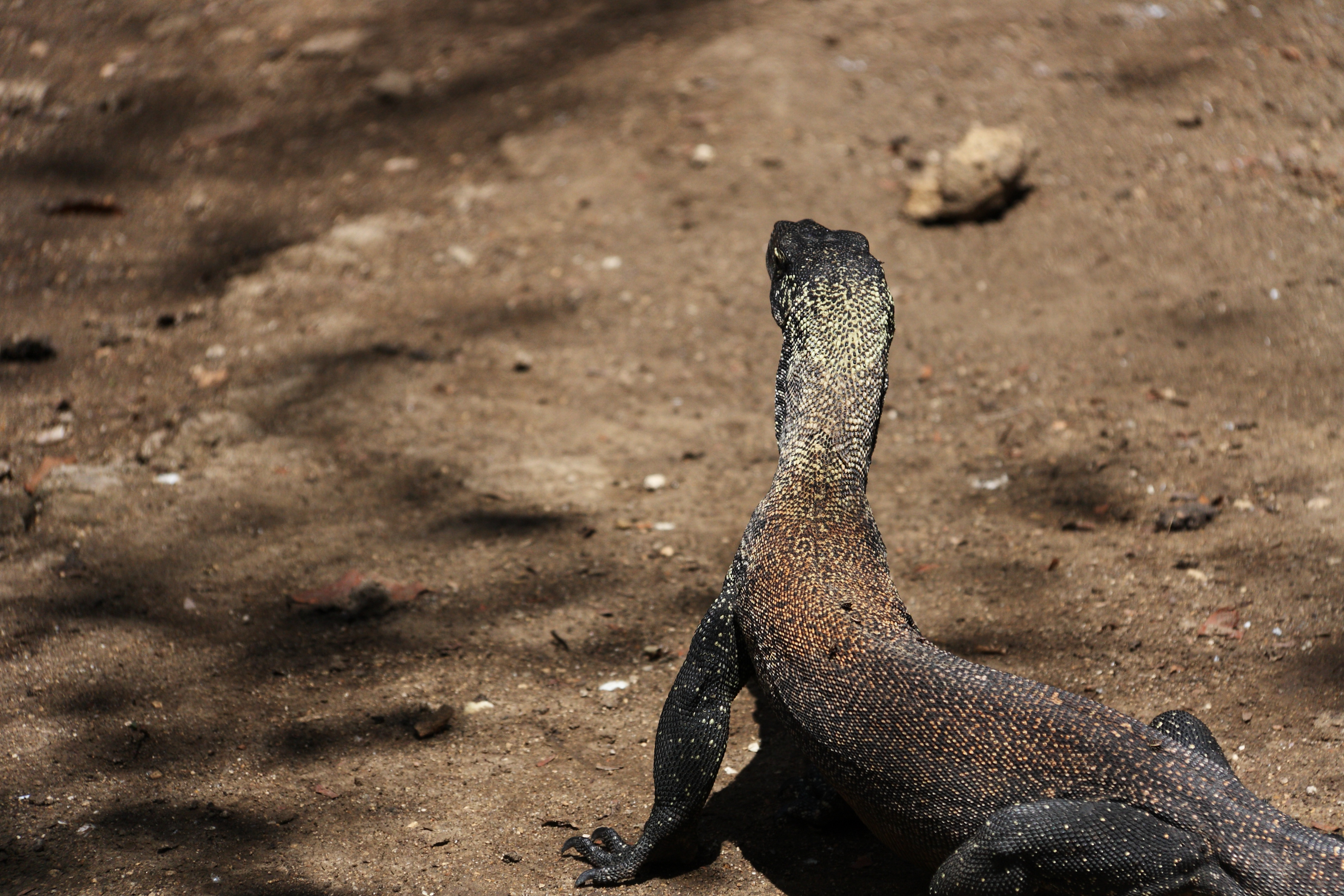
Dragão de komodo no Parque nacional de Rinca

A área da ilha é de 198 km2